# Kuzeyboru SK
Kuzeyboru Spor Kulübü – turecki klub siatkarski kobiet, powstały w 2017 w Aksaray. Klub od sezonu 2020/2021 występuje w najwyższej klasie rozgrywkowej Turcji w Vestel Venus Sultanlar Ligi. 

## Bilans sezon po sezonie
| Sezon     | Rozgrywki ligowe | Puchar Turcji |
| Sezon     | Miejsce          | Puchar Turcji |
| --------- | ---------------- | ------------- |
| 2017/2018 | 1. miejsce       |               |
| 2018/2019 | 2. miejsce       |               |
| 2019/2020 | —                |               |
| 2020/2021 | 11. miejsce      | ćwierćfinał   |
| 2021/2022 | 8. miejsce       | ćwierćfinał   |
| 2022/2023 | 10. miejsce      | ćwierćfinał   |
| 2023/2024 | 5. miejsce       | ćwierćfinał   |
| 2024/2025 | 7. miejsce       | ćwierćfinał   |

- Ze względu na pandemię wirusa SARS-CoV-2 rozgrywki w sezonie 2019/2020 zostały przerwane

Poziom rozgrywek:
     pierwszy, najwyższy ogólnokrajowy
     drugi
     trzeci
     czwarty
     piąty

## Kadra

### Sezon 2025/2026[3]
| Nr                     | Imię i nazwisko            | Data ur. | Wzrost | Pozycja      |
| ---------------------- | -------------------------- | -------- | ------ | ------------ |
| 1                      | Dilek Kınık                | 1995     | 169    | libero       |
| 5                      | Aleyna Sevim               | 1997     | 174    | libero       |
| 8                      | Liray Akpınar              | 2000     | 188    | atakująca    |
| 11                     | Gamze Kılıç                | 1993     | 179    | rozgrywająca |
| 16                     | Yaren Işik                 | 2001     | 186    | środkowa     |
| 21                     | Ayşe Çürük                 | 2001     | 184    | przyjmująca  |
| Potwierdzone transfery |                            |          |        |              |
|                        | Martyna Czyrniańska        | 2003     | 191    | przyjmująca  |
|                        | Malwina Smarzek            | 1996     | 191    | atakująca    |
|                        | Weronika Centka-Tietianiec | 2000     | 192    | środkowa     |
|                        | Sara Kılınç                | 1997     | 186    | przyjmująca  |
|                        | Ema Strunjak               | 1999     | 188    | środkowa     |
|                        | Ege Melisa Bükmen          | 2004     | 181    | przyjmująca  |

### Sezon 2024/2025[10]
| Nr | Imię i nazwisko                     | Data ur. | Wzrost | Pozycja      |
| -- | ----------------------------------- | -------- | ------ | ------------ |
| 1  | Dilek Kınık                         | 1995     | 169    | libero       |
| 3  | Trần Thị Thanh Thúy (do 11.11.2024) | 1997     | 190    | przyjmująca  |
| 4  | Vielka Peralta (od 01.03.2025)      | 1999     | 186    | przyjmująca  |
| 5  | Aleyna Sevim                        | 1997     | 174    | libero       |
| 6  | Nasja Dimitrowa                     | 1992     | 189    | środkowa     |
| 7  | Buket Gülübay                       | 1999     | 184    | rozgrywająca |
| 8  | Liray Akpınar                       | 2000     | 188    | atakująca    |
| 10 | Güldeniz Önal                       | 1986     | 182    | przyjmująca  |
| 11 | Gamze Kılıç                         | 1993     | 179    | rozgrywająca |
| 13 | Janset Cemre Erkul                  | 1997     | 186    | środkowa     |
| 14 | Anna Łazariewa                      | 1997     | 190    | atakująca    |
| 15 | Büşra Güneş (do 26.11.2024)         | 1997     | 190    | środkowa     |
| 16 | Yaren Işik                          | 2001     | 186    | środkowa     |
| 17 | Margarita Kuriło                    | 1993     | 185    | przyjmująca  |
| 19 | Hande Korkut (od 27.11.2024)        | 1990     | 188    | środkowa     |
| 21 | Ayşe Çürük                          | 2001     | 184    | przyjmująca  |

### Sezon 2023/2024[11]
| Nr | Imię i nazwisko      | Data ur. | Wzrost | Pozycja      |
| -- | -------------------- | -------- | ------ | ------------ |
| 1  | Dilek Kınık          | 1995     | 169    | libero       |
| 3  | Janset Cemre Erkul   | 1997     | 186    | środkowa     |
| 4  | Tuğba İvegin         | 1998     | 184    | przyjmująca  |
| 5  | Merve Atlıer         | 2000     | 191    | środkowa     |
| 7  | Ezgi Akyaldız        | 1998     | 182    | przyjmująca  |
| 8  | Sinem Bayazit        | 1999     | 167    | libero       |
| 9  | Büşra Kılıçlı        | 1990     | 185    | środkowa     |
| 10 | Edina Begić          | 1992     | 185    | przyjmująca  |
| 11 | Gamze Kılıç          | 1993     | 179    | rozgrywająca |
| 13 | Sarah Parsons        | 1995     | 186    | przyjmująca  |
| 15 | Irem Cor             | 1996     | 180    | rozgrywająca |
| 16 | Yaren Işik           | 2001     | 186    | środkowa     |
| 18 | Liray Akpınar        | 2000     | 188    | atakująca    |
| 23 | Gaila González López | 1996     | 188    | atakująca    |

### Sezon 2022/2023
| Nr | Imię i nazwisko            | Data ur. | Wzrost | Pozycja      |
| -- | -------------------------- | -------- | ------ | ------------ |
| 1  | Dilek Kınık                | 1995     | 169    | libero       |
| 3  | Ana Beatriz Correa         | 1992     | 188    | środkowa     |
| 4  | Arelya Karasoy             | 1996     | 181    | rozgrywająca |
| 5  | Merve Atlıer               | 2000     | 191    | środkowa     |
| 7  | Mirosława Paskowa          | 1996     | 180    | przyjmująca  |
| 8  | Polina Rəhimova            | 1990     | 198    | atakująca    |
| 10 | Ezgi Bektaş                | 1993     | 184    | przyjmująca  |
| 11 | Annie Mitchem              | 1994     | 192    | przyjmująca  |
| 13 | Sabriye Gönülkırmaz        | 1994     | 188    | środkowa     |
| 14 | Ceren Cihan Önal           | 1991     | 170    | libero       |
| 17 | Nursevil Aydınlar Gökbudak | 1995     | 190    | rozgrywająca |
| 18 | Yasemin Yildirim           | 1995     | 186    | środkowa     |
| 20 | Hanna Klimiec              | 1998     | 186    | atakująca    |

### Sezon 2021/2022
| Nr | Imię i nazwisko                      | Data ur. | Wzrost | Pozycja      |
| -- | ------------------------------------ | -------- | ------ | ------------ |
| 1  | Dilek Kınık                          | 1995     | 169    | libero       |
| 3  | Simay Gazi                           | 1998     | 173    | rozgrywająca |
| 4  | Işıl Öz                              | 1998     | 177    | libero       |
| 5  | Matea Ikić (do 24.10.2021)           | 1989     | 185    | przyjmująca  |
| 5  | Ivana Vanjak (od 30.12.2021)         | 1995     | 193    | przyjmująca  |
| 6  | Lianma Flores                        | 1990     | 184    | atakująca    |
| 7  | Ołesia Rychluk                       | 1987     | 194    | atakująca    |
| 9  | Ezgi Akyaldız                        | 1998     | 181    | przyjmująca  |
| 10 | Fulden Ural                          | 1991     | 184    | przyjmująca  |
| 11 | Annie Mitchem                        | 1994     | 192    | przyjmująca  |
| 13 | Sabriye Gönülkırmaz                  | 1994     | 188    | środkowa     |
| 15 | Arelya Karasoy                       | 1996     | 181    | rozgrywająca |
| 17 | Hazal Selin Arifoğlu (do 12.01.2022) | 1992     | 186    | środkowa     |
| 18 | Yasemin Yildirim                     | 1995     | 186    | środkowa     |
| 19 | Hande Korkut                         | 1990     | 183    | środkowa     |
| 20 | Elif Boran                           | 1992     | 188    | atakująca    |

### Sezon 2020/2021
| Nr | Imię i nazwisko     | Data ur. | Wzrost | Pozycja      |
| -- | ------------------- | -------- | ------ | ------------ |
| 1  | Dilek Kınık         | 1995     | 169    | libero       |
| 2  | Sinem Yıldız        | 1986     | 186    | środkowa     |
| 4  | Victoria Gorrell    | 1997     | 190    | atakująca    |
| 5  | Matea Ikić          | 1989     | 185    | przyjmująca  |
| 7  | Arelya Karasoy      | 1996     | 181    | rozgrywająca |
| 9  | Dilara Yeşil        | 1997     | 165    | libero       |
| 10 | Hümay Topaloğlu     | 1996     | 181    | przyjmująca  |
| 11 | Annie Mitchem       | 1994     | 192    | przyjmująca  |
| 13 | Sabriye Gönülkırmaz | 1994     | 188    | środkowa     |
| 14 | Gizem Öcal Tugrul   | 1992     | 182    | przyjmująca  |
| 15 | Merve Çepni         | 1996     | 190    | środkowa     |
| 16 | Ceren Nur Domaç     | 1997     | 188    | środkowa     |
| 17 | Dajana Bošković     | 1994     | 186    | atakująca    |
| 18 | Arzum Tezcan        | 1998     | 186    | rozgrywająca |